# IPadOS 16
iPadOS 16 ist die vierte Hauptversion des iPadOS-Betriebssystems für die iPad-Reihe von Apple. Der Nachfolger von iPadOS 15 wurde auf der Worldwide Developers Conference (WWDC) des Unternehmens am 6. Juni 2022 vorgestellt. Das Update entfernt die Unterstützung für das iPad Air 2 und dem iPad Mini 4.
Die erste öffentliche Version von iPadOS 16 wurde am 24. Oktober 2022 veröffentlicht.

## Neue Funktionen

### Nachrichten
Nachrichten können nun bis zu 15 Minuten nach dem Senden noch bearbeitet oder rückgängig gemacht werden. Gelöschte Nachrichten können bis zu 30 Tage nach dem Löschen wiederhergestellt werden.

### Stage Manager
Auf allen iPad-Pro-Modellen ab 2018 sowie dem iPad Air der 5. Generation können bis zu vier Fenster gleichzeitig geöffnet werden. iPad Pros mit M1- und M2-Chip sollen später zudem Unterstützung für ein externes Display erhalten.

### Wetter
iPads verfügen seit iPadOS 16 über eine Wetter-App.

## Kompatible Geräte
- iPad Pro (alle Modelle)
- iPad Air (3. Generation oder neuer)
- iPad (5. Generation oder neuer)
- iPad mini (5. Generation oder neuer)